# 太陽坐標系
在太陽觀測和成像中，坐標系用於識別和傳達太陽表面上及其周圍的位置。但太陽是由電漿組成的，因此沒有可以引用的永久劃定點。

## 背景
太陽是位於太陽系中心旋轉的電漿球體。它沒有固體或液體表面，因此分隔其內部和外部的介面通常被定義為電漿對可見光變得不透明的邊界，即光球。由於電漿本質上是氣態的，因此該表面沒有可用於參考的永久劃定點。此外，它的旋轉速度隨緯度的變化而變化，在赤道上的旋轉速度比在 極點旋轉得更快。

## 基本方向

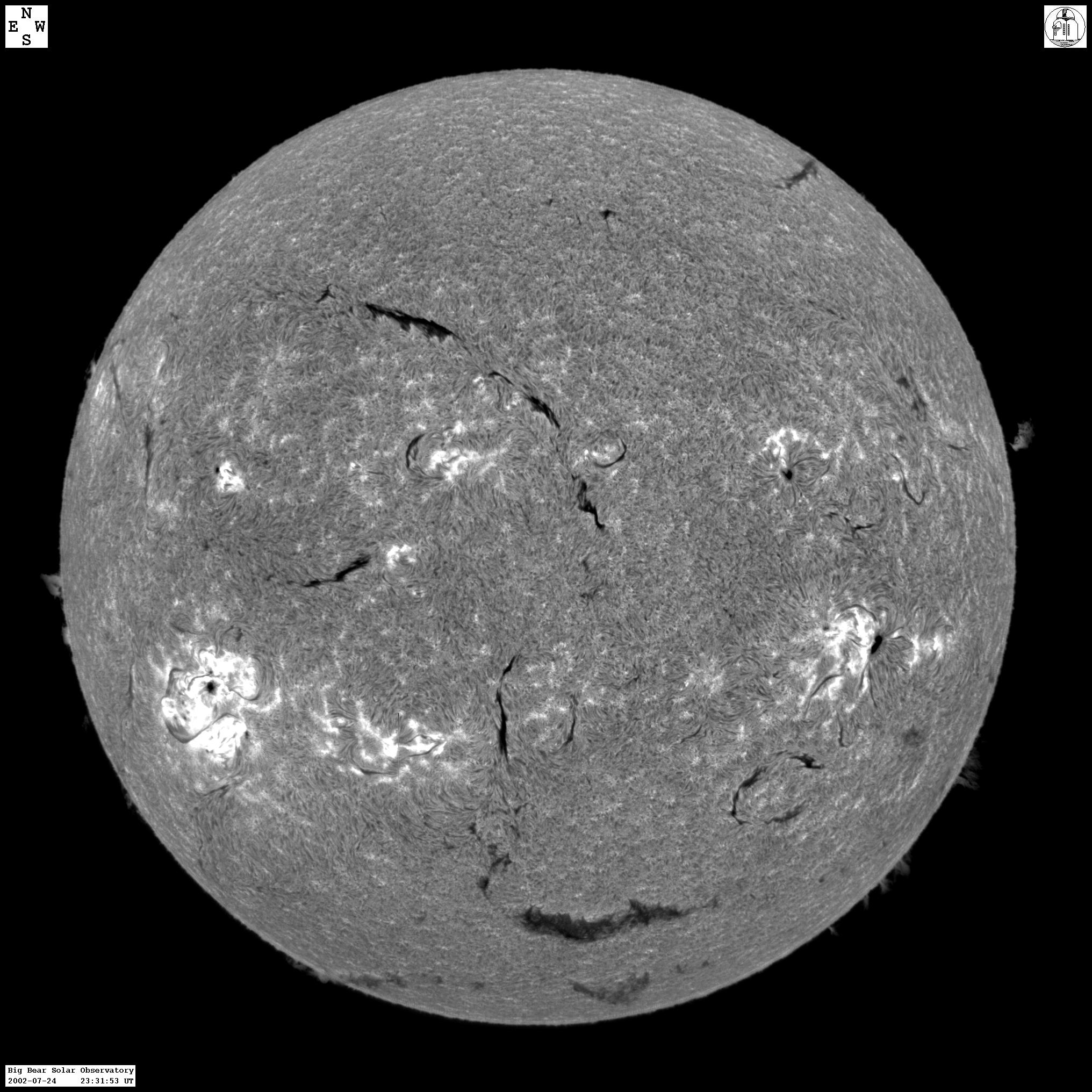
在這張太陽色球層的影像中，左上角的羅針圖提示了主要方向：北向上（↑）， 西方是右（→）， 南方朝下（↓）， 東邊是左邊（←）。

在對太陽盤面的觀測中，基本方向通常被定義為，太陽的北半球和南半球分別指向地球的北極和南極，太陽的東半球和西半球分別指向太陽的東極和西極。在這個方案中，從北以90°的間隔順時針遇到西、南和東，太陽自轉的方向是從東向西。

## 日面的
太陽坐標系用於確定太陽表面的位置。最常用的兩種系統是史托尼赫斯特和卡林頓系統。它們都將緯度定義為與太陽赤道的角距離，但它們對經度的定義不同。在史托尼赫斯特坐標系中，經度對於地球上的觀察者是固定的，在卡林頓坐標系中的經度對於太陽的自轉是固定的。

### 史托尼赫斯特系統
史托尼赫斯特日面日光坐標系於1800年代在史托尼赫斯特大學開發，其原點（經度和緯度均為 0°）位於太陽赤道與從地球上看到的太陽子午線與中央相交的點。因此，該系統中的經度對於地球上的觀測者來說是固定的。

### 卡林頓系統
卡靈頓日面坐標系由理查·克里斯多福·卡林頓於1863年建立，它根據觀測到的低緯度太陽黑子的移動以固定速率隨太陽旋轉。它以正好25.38天的 恆星週期旋轉；相當於27.2753的平均會合日:221。
每當卡林頓本初子午線（0°；卡林頓經度）經過從地球上看到的太陽中央子午線時，新的一輪卡林頓自轉開始。這些輪換週期按順序編號，輪換的卡林頓第1週期從1853年11月9日開始。:278

## 日心坐標系
日心坐標系測量相對於太陽中心原點的空間位置。使用中的日心坐標系有四個：日心慣性系統（HCI）、日心白羊座黃道系統（HAE）、日心地球黃道系統 （HEE）、和日心地球赤道系統（HEEQ）。下表總結了這些指標。表中未列出的第三個軸完成了右手笛卡爾三元組。
| 名稱           | 縮寫 | +X-軸                                        | +Z-軸      |
| -------------- | ---- | -------------------------------------------- | ---------- |
| 日心慣性       | HCI  | 黃道上的太陽升交點                           | 太陽自轉軸 |
| 日心白羊座黃道 | HAE  | 白羊宮的第一點                               | 黃道北極   |
| 日心地球黃道   | HEE  | 日地連線                                     | 黃道北極   |
| 日心地球赤道   | HEEQ | 從地球上看到的太陽赤道和太陽中央子午線的交點 | 太陽自轉軸 |

## 外部連結
- sunpy.coordinates （页面存档备份，存于）, a sub-package of SunPy used to handle solar coordinates
- MTOF/PM Data by Carrington Rotation （页面存档备份，存于）, a table of Carrington rotation start and stop times

1. 1 2 3  Thompson, W. T. . Astronomy & Astrophysics. April 2006, 449 (2): 791–803. Bibcode:2006A&A...449..791T. doi:10.1051/0004-6361:20054262.
2. 1 2  Ulrich, Roger K.; Boyden, John E. . Solar Physics. May 2006, 235 (1–2): 17–29. Bibcode:2006SoPh..235...17U. doi:10.1007/s11207-006-0041-5.
3. ↑  Young, C. Alex; Cortés, Raúl. . EarthSky. 3 May 2022  [17 May 2024]. （原始内容存档于2025-04-09）.
4. ↑  Jenkins, Jamey L. . New York, NY: Springer. 2013: 128–129. ISBN 978-1-4614-8015-0.
5. 1 2 3  Ridpath, Ian (编). .  3rd. Oxford University Press. 2018  [2025-03-13]. ISBN 978-0-19-185119-3. doi:10.1093/acref/9780191851193.001.0001. （原始内容存档于2025-01-24）.
6. ↑  Sánchez-Bajo, F.; Vaquero, J. M. . European Journal of Physics. 1 May 2013, 34 (3): 527–536. Bibcode:2013EJPh...34..527S. doi:10.1088/0143-0807/34/3/527.
7. 1 2  Stix, Michael. . Astronomy and Astrophysics Library 2nd. Berlin, Heidelberg: Springer. 2002  [2025-03-13]. ISBN 978-3-642-56042-2. doi:10.1007/978-3-642-56042-2. （原始内容存档于2025-03-18）.
8. 1 2  Çakmak, H. . Experimental Astronomy. November 2014, 38 (1–2): 77–89. Bibcode:2014ExA....38...77C. arXiv:1407.1626 . doi:10.1007/s10686-014-9410-5.
9. ↑  Carrington, R. C. . London: Williams and Norgate. 1863.
10. ↑  . National Solar Observatory. 10 July 2018  [21 December 2023]. （原始内容存档于2025-03-18）.
11. ↑  . Wilcox Solar Observatory.   [21 December 2023]. （原始内容存档于2012-04-03）.
12. ↑  Thompson, W. T.; Wei, K. . Solar Physics. January 2010, 261 (1): 215–222. Bibcode:2010SoPh..261..215T. doi:10.1007/s11207-009-9476-9.
13. ↑  Hapgood, Mike. . Mullard Space Science Laboratory. July 1997  [21 December 2023]. （原始内容存档于2025-03-18）.
14. ↑  Hapgood, M. A.  (PDF). Planetary and Space Science. May 1992, 40 (5): 711–717  [2025-03-13]. Bibcode:1992P&SS...40..711H. doi:10.1016/0032-0633(92)90012-D. （原始内容存档 (PDF)于2023-12-21）.
15. ↑  Fränz, M.; Harper, D.  (PDF). Planetary and Space Science. February 2002, 50 (2): 217–233  [2025-03-13]. Bibcode:2002P&SS...50..217F. doi:10.1016/S0032-0633(01)00119-2. （原始内容存档 (PDF)于2024-12-18）.